# جاك جوزيف إبلمان
جاك جوزيف إبلمن (10 يوليو 1814 - 31 مارس 1852) كان كيميائيًا فرنسيًا.
كان إبلمين نجل كلود لويس إبلمين، مساح غابات، وجين كلود جرينير. حضر دروسًا في القواعد والأدب في مدرسة اللغات في بوم. بعد ذلك، نما اهتمامه بالعلوم وحضر دروس الرياضيات الابتدائية في باريس في Collège Royal Henry-Le-Grand، والرياضيات التطبيقية في Lycée de Besançon. ثم التحق بكلية الفنون التطبيقية عام 1831.